# Frascati
Frascati település Olaszországban, Lazio régióban, Róma megyében. Lakosainak száma 22 794 fő (2023. január 1.). Frascati Monte Porzio Catone, Róma, Grottaferrata és Monte Compatri községekkel határos.

## Népesség
A település lakossága az elmúlt években az alábbi módon változott:
| Év | 1871  | 1901  | 1921   | 1951   | 1971   | 1991   | 2001   | 2011   | 2021   |
| -- | ----- | ----- | ------ | ------ | ------ | ------ | ------ | ------ | ------ |
| Fő | 5.952 | 8.453 | 10.642 | 13.102 | 18.025 | 20.123 | 19.314 | 20.754 | 22.705 |

## Közlekedés
A település vasútállomásai:
- Stazione di Frascati
- Stazione di Frascati (SFV)
- Stazione di Frascati (1856)
- Stazione di Tor Vergata
- Stazione di Valle Vermiglia

## Híres emberek
- Maria Teresa Casini (1864–1937), apáca
- Aurelio Galli (1866–1929), bíboros
- Clemente Micara (1879–1965), bíboros
- Amadeo Amadei (1921–2013), labdarúgó
- Silvio Amadio (1926–1995), rendező
- Giovanni Buttarelli (1957–2019), politikus
- Luigi Apolloni (* 1967), labdarúgó
- Andrea Cupi (* 1976), labdarúgó
- Ilaria Salvatori (* 1979), vívó; olimpiai bajnok
- Marco Amelia (* 1982), labdarúgó
- Francesca Lollobrigida (* 1991), gyorskorcsolyázó